# Luft under vingerne
Luft under vingerne er det andet studiealbum fra den danske poprock-gruppe Kim Larsen & Kjukken, der blev udgivet den 4. november 1998 på Medley Records. Albummet er produceret af svenske Max Lorentz, der ligeledes producerede debutalbummet, Kim Larsen & Kjukken (1996). Luft under vingerne har solgt 113.000 eksemplarer.

## Spor
Alt tekst skrevet af Kim Larsen. 
| #   | Titel                  | Musik                                         | Længde |
| --- | ---------------------- | --------------------------------------------- | ------ |
| 1.  | "Tante Olgas briller"  | Kim Larsen, Karsten Skovgaard                 | 3:30   |
| 2.  | "Bondemand Petersen"   | Larsen, Bo Gryholt                            | 2:43   |
| 3.  | "På stranden"          | Larsen                                        | 3:20   |
| 4.  | "Sig det med blomster" | Larsen                                        | 3:27   |
| 5.  | "Dukkedreng"           | Larsen                                        | 3:23   |
| 6.  | "Lui"                  | Larsen, Max Lorentz                           | 2:59   |
| 7.  | "Rio Brande"           | Larsen                                        | 2:51   |
| 8.  | "Der er en sang"       | Larsen                                        | 2:56   |
| 9.  | "Poul Reichhardt"      | Larsen                                        | 3:14   |
| 10. | "Måske fordi"          | Larsen                                        | 3:15   |
| 11. | "Luft under vingerne"  | Larsen, Skovgaard, Gryholt, Jesper Rosenqvist | 3:54   |
| 12. | "Solsortevej"          | Larsen, Franz Beckerlee                       | 3:24   |

## Medvirkende
- Kim Larsen – akustisk og elektrisk guitar, sang
- Karsten Skovgaard – elektrisk guitar, synthesizer, kor
- Jesper Rosenqvist – trommer, kor
- Bo Gryholt – bas, synthesizer, kor
- Max Lorentz – producer
- Peter Simonsen – assisterende lydtekniker, elektronik, amp, guitar wizard